# Koszmosz–348
Koszmosz–348 (oroszul: Космос 348) Koszmosz műhold, a szovjet műszeres műhold-sorozat tagja. ДС-У2-ГК (DSZ-U2-GK) típusú atmoszféra- és geológiai kutatóműhold.

## Küldetés
Az Interkozmosz-program keretében a szocialista országok első közös űrkísérlete. A magyar, NDK, lengyel, román, csehszlovák és szovjet kutatóintézetek együttes kutatási programját valósította meg.

## Jellemzői
A Déli Gépgyár (OKB–586) központi tervezőirodában kifejlesztett, ellenőrzése alatt gyártott műhold. A programot készítette és feldolgozta az Orosz Tudományos Akadémia Légkörkutató Intézete (ИФА РАН). Üzemeltetője a moszkvai Védelmi Minisztérium (Министерство обороны – MO).
Megnevezései: Koszmosz–348; Космос 348; COSPAR: 1970-044A; Kódszáma: 4413.
1970. június 13-án a Pleszeck űrrepülőtérről, az LC–133/1 (LC–Launch Complex) jelű indítóállványról egy Koszmosz–2I (11A57) típusú hordozórakétával juttatták alacsony Föld körüli pályára (LEO = Low-Earth Orbit). Az orbitális egység pályája 93 perces, 71 fokos hajlásszögű, elliptikus pálya perigeuma 212 kilométer, apogeuma 680 kilométer volt.
Hasznos tömege 400 kilogramm. A sorozat felépítését, szerkezetét, alapvető fedélzeti rendszereit tekintve egységesített, szabványosított tudományos-kutató űreszköz. Műszereivel vizsgálta az elektronok és protonok jelenlétét, mennyiségét, mérte az elektronok hőmérsékletét becsapódáskor, az északi fényjelenség alatti légkörváltozások hatástényezőit, a mágneses viharokat. Az űreszközhöz napelemeket rögzítettek, éjszakai (földárnyék) energiaellátását kémiai akkumulátorok biztosították, szolgálati élettartama 12 nap.
1970. július 25-én, 42 napos (0,11 év) szolgálati idő után, földi parancsra belépett a légkörbe és megsemmisült.